# Курохново (Новоржевський район)
Курохново (рос. Курохново) — присілок в Новоржевському районі Псковської області Російської Федерації.
Населення становить 11 осіб. Входить до складу муніципального утворення Вехнянська волость.

## Історія
Від 2015 року входить до складу муніципального утворення Вехнянська волость.

## Населення
| 2001 | 2002 | 2010 |
| ---- | ---- | ---- |
| 17   | ↗18  | ↘11  |